# Островсько (Малопольське воєводство)
Островсько (пол. Ostrowsko) — село в Польщі, у гміні Новий Торг Новотарзького повіту Малопольського воєводства.
Населення — 1332 особи (2011).
У 1975-1998 роках село належало до Новосондецького воєводства.

## Демографія
Демографічна структура станом на 31 березня 2011 року:
|          | Загалом | Допрацездатний вік | Працездатний вік | Постпрацездатний вік |
| -------- | ------- | ------------------ | ---------------- | -------------------- |
| Чоловіки | 679     | 165                | 457              | 57                   |
| Жінки    | 653     | 136                | 408              | 109                  |
| Разом    | 1332    | 301                | 865              | 166                  |